# Radio Ciroma

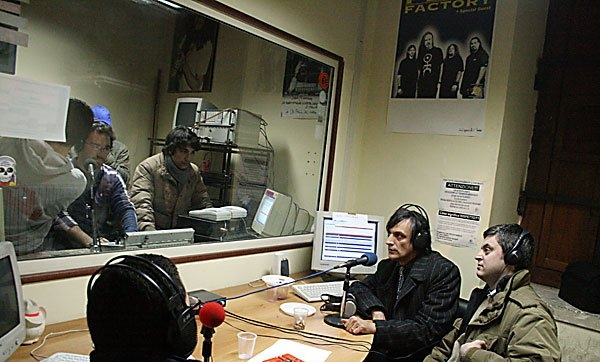
Giacomo Mancini negli studi di Radio Ciroma

Radio Ciroma è una emittente radiofonica comunitaria di Cosenza nata alla fine degli anni ottanta. Radio Ciroma 105.7 fm è oggi, insieme a Radio Onda Rossa di Roma, Radio Onda d'Urto di Brescia e Radio 2000 Blackout di Torino, l'unica radio libera, totalmente autogestita e autofinanziata, non commerciale presente nell'etere e nel panorama radiofonico italiano.

## Storia della radio
Radio Ciroma nasce il 14 febbraio 1990, nel centro storico di Cosenza dall'iniziativa di un gruppo informale di ultras, artisti, attivisti politici, ed ex-militanti della sinistra extraparlamentare cosentina (tra gli altri il suo fondatore e ideatore Franco Piperno). Si differenzia per alcune scelte strutturali che verranno adottate negli oltre 30 anni di attività della radio (che ne fanno una delle radio indipendenti più longeve del Sud Italia), tra cui l'assenza di pubblicità, la volontà di non trasmettere musica commerciale, la preferenza data ai canali alternativi e indipendenti di informazione e controinformazione, di distribuzione musicale, di comunicazione sociale.
La radio, costituitasi in associazione culturale no-profit, ha svolto una conseguente attività sociale sul territorio cosentino. Tra le iniziative più significative c'è il Rock Raduno al Castello Svevo di Cosenza, manifestazione dedicata alle esperienze musicali locali.
Nel 2007 Radio Ciroma intraprende anche la strada dell'editoria in collaborazione con la casa editrice cosentina "Edizioni Erranti", pubblicando vari volumi.
Nel corso degli anni Radio Ciroma ha organizzato numerosi concerti nella città di Cosenza. Tra i tanti nomi ospiti dei live ciromisti: The Adolescents, Brunori Sas, Casino Royale, 99 Posse, Diaframma, Assalti Frontali, Il Genio, DiMartino, Bob Corn, Small Jackets, OJM, The Bone Machine, The Gentlemen's Agreement, e tanti altri. Nel maggio 2011 anche i Verdena suonano per la prima volta a Cosenza, ospiti della radio insieme con i cosentini Miss Fraulein ed il cantautore sardo Iosonouncane, all'interno dell'"Entro alla seconda Music Fest", evento organizzato in collaborazione con l'agenzia di comunicazione romana Sporco Impossibile.

### Radio GAP
Nel 2001, insieme ad altre sei radio italiane, Radio Black Out di Torino, Radio Città 103, Radio Fujiko e Radio K Centrale di Bologna, Radio Onda d'urto di Brescia, Radio Onda Rossa di Roma, e all'Agenzia AMISnet, ha dato vita al network Radio Gap (Global Audio Project), nato per raccontare i fatti del G8 di Genova a luglio di quell'anno e che ha proseguito con le mobilitazioni degli anni successivi.